# Shrek Forever After (videojuego)
Shrek Forever After es un videojuego de acción-aventura basado en la película del mismo nombre. Fue lanzado el 18 de mayo en Norteamérica. Este es el cuarto y último juego de la serie de Shrek y el último juego basado en una película de DreamWorks Animation distribuido por Activision.

## Jugabilidad
El videojuego fue basado en la cuarta película de Shrek. Los personajer jugables son: Shrek, Fiona, Donkey ("Asno"/"Burro"), y Gato con Botas, además de tener el modo de cuatro jugadores. Estos pueden viajar a mundos diferentes y poder resolver puzles.

## Argumento
Shrek se ha convertido en padre de una familia domesticada, viviendo feliz con su esposa Fiona y sus tres hijos. En lugar de que Shrek aterrorice a las personas del pueblo, se dedica a firmar autógrafos a cada uno de ellos. Shrek sintió melancolía porque antes era un "verdadero ogro" Shrek y decidió hacer un pacto con Rumpelstiltskin firmando un contrato. Después de que haya sucedido eso, Rumplestiltskin se convierte en nuevo rey de Far Far Away y Fiona con sus hijos no reconocen a Shrek. Así que Shrek tendrá que acabar con el mal de Rumpelstiltskin, salvando a sus amigos y familia, y restaurar la paz en el mundo.

## Recepción
El juego recibió múltiples calificaciones, por ejemplo Metacritic lo calificó con un 63%.
En agosto de 2010, Official Xbox Magazine comentó que el juego está “paralizado por largos períodos, sin brillo”, pero dio un 80%.
Gaming Nexus concluyó que: "Es un juego de acción orientado a la familia que se pega al molde del género de principio a fin. Los jugadores más jóvenes disfrutarán de la aventura y los jugadores mayores no se irritarán por tener que ver o jugar a lo largo del videojuego".

## Reparto
| Personajes      | Actores Originales Estados Unidos | Actores de Doblaje España |
| --------------- | --------------------------------- | ------------------------- |
| Gato con Botas  | Antonio Banderas                  | Alfredo Martínez          |
| Pinocho         | -                                 | Alfredo Martínez          |
| Asno            | Mark Moseley                      | Jorge Teixeira            |
| Bicho Ciego     | -                                 | Antonio Abenójar          |
| Caperucita Roja | Tara Strong                       | Sonia García              |
| Cerdito         | -                                 | Javier Gámir              |
| Espejo Mágico   | Mel Fair                          | Arturo López              |
| Fiona           | Holly Fields                      | Inma Gallego              |
| Jengi           | James Arnold Taylor               | Juan Navarro Torelló      |
| Rumpelstilskin  | Walt Dohrn                        | Emilio García             |
| Shrek           | Michael Gough                     | Juan Carlos Lozano        |